# Хебуді
Хебуді (груз. ჰებუდი) — село в Грузії.
За даними перепису населення 2014 року в селі проживає 48 осіб.